# المحكمة الاتحادية العليا (العراق)
المحكمة الاتحادية العليا هي أعلى محكمة في العراق، تختص في الفصل في النزاعات الدستورية. وأُنشأت بالقانون رقم (30) لعام 2005 وفق المادة (93) من الدستور. قراراتها باتّة وملزمة للسلطات كافة. وهي مستقلة بشكل كامل عن القضاء العادي ولا يوجد أي ارتباط بينهما، مقرها في بغداد، وتتكوّن من رئيس وثمانية أعضاء.

## التاريخ

### نشأة المحكمة في القانون الأساسي العراقي لعام 1925
يعد الدستور أعلى هرم قانوني في الدولة، ويجب أن تكون القوانين التي تصدر متوافقه معه وإلا اعتبرت غير دستورية ويجب إلغاء الأحكام التي تتعارض معه. ويعد دستور 1925 أول دستور بعد تأسيس الدولة العراقية سنة 1921 ضمن قيام الدولة العراقية لحين صدور القانون الأساسي لم يشهد العراق وجود مؤسسة قضائية تمارس رقابة حقيقية تضمن الحقوق والحريات العامة. واتسمت الاوضاع الدستورية في العراق قبل عام 1925 بالفوضى وهيمنة السلطات العثمانية وخضوعه لأحكام القانون الأساسي العثماني الصادر عام 1876، وبعدها خضع للاحتلال البريطاني في عام 1917، وبعد ذلك تألفت الحكومة المؤقتة وكان من مهامها التفرغ بأعداد مسودة الدستور بعد أن أصبح للعراق ملكاً. وذلك لحاجة العراق لوجود جهة قضائية تأخذ على عاتقها النظر في موضوع دستورية القوانين، وانشأ القانون الأساسي العراقي لعام 1925 محكمة سميت بالمحكمة العُليا، ونصت المادة (81) منه 
. وتتألف المحكمة من ثمانية أعضاء عدا الرئيس ينتخبهم مجلس الأعيان، أربعة من بين أعضائه وأربعة من حكام محكمة التمييز أو غيرهم من كبار الحكام وتنعقد برئاسة رئيس مجلس الأعيان وإذا لم يتمكن الرئيس من الحضور يترأس جلسة المحكمة نائبه. وينتخب رئيس المحكمة العُليا أو رئيس مجل الأعيان أو نائباه من بين أعضائه استناداً إلى المادة 16 من قانون التعديل الثاني للقانون الأساسي لعام 1925 المرقم 69 لسنة 1943 إذ نصت 

#### اختصاصات المحكمة العُليا
ورد اختصاص المحكمة في القانون الأساسي فضلاً عن اختصاصها في محاكمة الوزراء وأعضاء مجلس الأمة المكون من مجلس الأعيان، ومجلس النواب وحكام محكمة التمييز المتهمين بجرائم سياسية أو جرائم تتعلق بوظائفهم العامة فأن القانون الأساسي اسند إلى المحكمة لتفسير النصوص الدستورية ومراقبة دستورية القوانين. وطبقاً للمادة 3/82 فأن المحكمة تتألف من نفس عدد حكام محكمة التمييز والأعضاء الباقين من مجلس الأعيان برئاسة رئيس المجلس أما إذا لم يكن المجلس مجتمعاً فيتدخل مجلس الوزراء في اختيار أعضاء المحكمة بإرادة ملكية.

### المحكمة الاتحادية في دستور 1968
جاءت نشأة المحكمة الدستورية العليا في الدستور المؤقت لعام 1968 نتيجةً لتغير أفكار وفلسفة النظام الجديد والقابضين الجدد عل السلطة، وعلى أثر صدور قانون رقم 159 لعام 1968 الخاص بتكوين المحكمة الدستورية العليا، والذي جاء في الاسباب الموجبة للقانون، إن أنشاء هذه المحكمة لأجل أن تتولى تفسير أحكام الدستور تفسيراً ملزماً لرفع ما ايصيب نصوصه من غموض. ونصت المادة 1/أولاً على 
 وتبلغ مدة العضوية في المحكمة ثلاثة سنوات قابلة للتجديد وتنفذ بناءً على دعوى تقدم من قبل رئيسها عند الحاجة.

#### اختصاصات المحكمة الدستورية العليا
حددت المادة 4 من قانون المحكمة اختصاصات المحكمة الدستورية العليا:
- تفسير أحكام الدستور المؤقت
- البت في دستورية القوانين
- تفسير القوانين الإدارية والمالية
- البت بمخالفة المراسيم لسندها القانوني

وحدد القانون استناداً إلى نص المادة 5 من قانون المحكمة الدستورية العليا رقم 159 لسنة 1968 الجهات التي لها حق تحريك الدعوى وهي: رئيس الجمهورية، ورئيس الوزراء، ووزير العدل، والوزير المختص، ومحكمة تمييز العراق عند النظر في القضية المعروضة عليها، فإذا ما قررت المحكمة قانوناً ما مخالفاً للدستور فأنه يعتبر ملغي وللأفراد الحق في تقديم الطعون للمحكمة لحماية حقوقهم وحرياتهم. وعلى الرغم من صدور قانون تشكيلها وتحديد اختصاصاتها ورغم نفاذ القانون، إلا أنها لم تعقد اجتماعاً ولم تمارس اختصاصاتها إطلاقاً وبقي هذا القانون حبراً على ورق.

#### تشكيل المحكمة
في 26 فبراير/شباط، 1969، صدر مرسوم جمهوري، بتشكيل المحكمة الدستورية العليا، استناداً لأحكام الفقرة الأولى من مادة 1 من قانون المحكمة الدستورية العليا رقم (159) لسنة 1968. وبناءً على ما عرضه وزير العدل ووافق عليه مجلس الوزراء وأقره مجلس قيادة الثورة. بتشكيل المحكمة الدستورية العليا على الوجه الأتي:-
1. رئيس محكمة تمييز العراق -رئيساً
2. رئيس مجلس الرقابة المالية -عضواً
3. رئيس التدوين القانوني -عضواً
4. حسين محي الدين - الحاكم الدائمي في محكمة تمييز العراق -عضواً
5. بهاء الدين القطب - الحاكم الدائمي في محكمة تمييز العراق -عضواً
6. ضياء شيت خطاب -الحاكم الدائمي في محكمة تمييز العراق -عضواً
7. محمد طه البشير- عميد كلية الحقوق -عضواً
8. علي مهدي حيدر - رئيس التفتيش الإدارة في وزارة الداخلية -عضواً
9. الدكتور سعدي إبراهيم -مدير الميزانية العام -عضواً

الاعضاء الاحتياط
1. ادريس أبو طبيخ -الحاكم الدائمي في محكمة تمييز العراق
2. حسين السعد - الحاكم الدائمي في محكمة تمييز العراق
3. مسعود محمد -عضو مجلس الخدمة العامة
4. الدكتور حسن علي الدنون -رئيس قسم القانون الخاص في كلية الحقوق

### المحكمة الاتحادية العليا في دستور 1970 المؤقت
لم يشر دستور العراق المؤقت لعام 1970 إلى الرقابة الدستورية لا من قريب ولا من بعيد وبقى الأمر متروكاً لاجتهاد القضاء وترجيح النصوص. حيث لم يتضمن هذا الدستور نص متعلق بتشكيل محكمة عليا تختص بالرقابة على دستورية القوانين والأنظمة بالرغم من النص الدستوري لم يأخذ القضاء العراقي على عاتقه الدفع بعدم الدستورية والامتناع عن تطبيق النص المُخالف للدستور. وتضمن دستور 1970 في المادة 66 منه:
 فعنت هذه المادة ببقاء القوانين الصادرة قبل الدستور، والمقصود بالقوانين هي القوانين العادية والتي تختلف عن النصوص الدستورية ومثالها قانون المحكمة في دستور 1968 في المادة 87. وهناك من يرى أن قانون المحكمة الدستورية العليا رقم 159 لسنة 1968 ظل قائماً ويمارس اختصاصاته المحددة في القانون لعدم وجود نص صريح في دستور 1970 يشير إلى إلغائه حسب ما نص دستور 1970 في المادة 66 ومغزى هذا النص أن المحكمة الدستورية باقية ضمنياً لأن قانون المحكمة الدستورية ما زال ساري المفعول إلى أن يلغى من الجهة التشريعية المختصة وعلى وفق الطريقة المبينة في الدستور، ولم يلغي هذا القانون رسمياً في ظل دستور 1970 المؤقت طيلة نفادة. مما يعني أن قانون المحكمة الدستورية العليا باقِ على الرغم من أن دستور 1970 لم يشير إليه، فتجاهل دستور 1970 عن الإشارة إلى الرقابة على دستورية القوانين أعطى القضاء العادي حق النظر في دستورية القوانين حسب رأي جمهور فقهاء القانون. وتطرق القضاء العراقي إلى موضوع الرقابة على دستورية القوانين مرة واحدة طيلة حياة دستور 1970 المؤقت، حيث أصدرت محكمة بداءة الكرخ بتاريخ 5 مايو/آيار 1990 في الدعوى المرقمة 80/ب/1990 قراراً يقتضي بالامتناع عن تطبيق قرار مجلس قيادة الثورة المنحل رقم 581 الصادر في 5 مايو 1981 لمخالفته المادة 19 من الدستور، رغم أن القرار اكتسب الدرجة القطعية بعد تصديقه من محكمة الاستئناف بصفتها التميزية. بموجب القرار رقم 507/حقوقية/1991 والمتعلقة بإزالة الشيوع. ومسألة الرقابة على دستورية القوانين قد أثارتها المحكمة بصورة تلقائية أثناء النظر في الدعوى ولم تكن نتيجة دفع بيديه أحد أطراف الدعوى.

### المحكمة الاتحادية العُليا بعد عام 2003: في قانون إدارة الدولة العراقية للمرحلة الانتقالية لعام 2004
بعد أحداث عام 2003 حصل تطور كبير في المنظومة القانونية العراقية بتفعيل مبدأ الفصل بين السلطات، إذ تم استحداث المحكمة الاتحادية العليا في العراق بموجب نص المادة 44 من قانون إدارة الدولة العراقية للمرحلة الانتقالية عام 2004 الملغى، وهو الدستور المؤقت خلال المرحلة الانتقالية الممتدة من تاريخ صدوره ولغاية صدور دستور 2005، ويعد قانون إدارة الدولة العراقية بمثابة الدستور الذي ينظم أعمال سلطات الدولة الأساسية خلال الفترة الانتقالية التي تلت انتهاء أعمال سلطات الدولة الأساسية خلال الفترة الانتقالية التي تلت انتهاء أعمال سلطة الائتلاف المؤقتة ولغاية صدور دستور 2005، وتضمن إشارة واضحة إلى الرقابة الدستورية على القوانين، بينما تضمن وجوب تشكيل محكمة اتحادية عليا، فقد نص قانون إدارة الدولة العراقية للمرحلة الانتقالية لعام 2004 على تشكيل المحكمة الاتحادية العُليا حيث جاء فيه:
 وأما التصويت على القرارات داخل المحكمة فأنه بشكل عام يتخذ بالأغلبية البسيطة بأستثناء القرارات المتعلقة بالاختصاص الحصري والأصيل للمحكمة في الدعاوي بين الحكومة العراقية الانتقالية وحكومات الاقاليم وإدارات المحافظات والبلديات والإدارات التي يجب أن تكون بأغلبية الثلثين كما اعطى نص المادة أعلاه للمحكمة سلطة مطلقة في تنفيذ قراراتها بما في ذلك صلاحية إصدار القرار بأزدراء المحكمة وما يترتب عليها من إجراءات. ونص قانون إدارة الدولة العراقية للمرحلة الانتقالية لعام 2004 على أ، تتشكل المحكمة من تسعة أعضاء بما فيها رئيس المحكمة يرشحهم مجلس القضاء الأعلى وبالتشاور مع المجالس القضائية للأقاليم ويعينهم مجلس الرئاسة وترك لقانون المحكمة تفاصيل الشروط الواجب توفرها في أعضائها وحقوقهم. ويعد قرار تشكيل أعضاء المحكمة التسعة بما في ذلك تسمية الرئيس فيتم من قبل الرئاسة دون مجلس القضاء الأعلى الذي يقتصر دوره على الترشيح فحسب وهذا يعد مخالفاً لمبدأ الفصل بين السلطات مما يعني أن بإمكان مجلس الرئاسة رفض المرشحين حسب المادة 44 فقرة (هـ) حيث أعطى لمجلس الرئاسة حق الرفض وعلى مجلس القضاء ترشيح مجموعة جديدة.

### المحكمة الاتحادية العليا في القانون رقم 30 لسنة 2005
شرع قانون رقم 30 لسنة 2005 في 17 مارس، 2005، لغرض إنشاء المؤسسات الدستورية في العراق، ويعد هذا القانون تكملة للمؤسسات الدستورية في العراق التي تهدف إلى حماية حقوق الإنسان وضمان سيادة القانون وتحقيق التوازن بين السلطات. وحسب المادة 2 من قانون رقم 30 لسنة 2005 تكون المحكمة الاتحادية العليا مستقلة مالياً وإدارياً، وتنص المادة 3:
 وعلى ضوء ذلك، رشح مجلس القضاء الأعلى 27 مرشحاً لرئاسة وعضوية المحكمة، أي ثلاث أضعاف عدد أعضاء المحكمة وتم اختيار أعضاء المحكمة التسعة من خلال عملية اقتراع سرية بموجب محاضر رسمية رفعت إلى مجلس الرئاسة ويذكر أن مجلس القضاء الأعلى بجلسته المنعقدة بتاريخ 21 يوليو/تموز، 2004 قد تولى تقديم أسماء المرشحين إلى مجلس الرئاسة وطال التدقيق سبعة أشهر اختير بعدها رئيس وأعضاء المحكمة الاتحادية العليا بموجب المرسوم الجمهوري رقم 398 في 3 مايو/آيار، 2005. وأما آلية انعقاد المحكمة، فهي تنعقد بدعوة من رئيس المحكمة لأعضائها وقبل الموعد المحدد بوقت كافِ يقدره رئيس المحكمة مع كتاب الدعوة وجدول الأعمال والوثائق المرقمة لابداء الرأ] عند الحضور للجلسة ولكي يكون الانعقاد صحيحاً لابد من حضور جميع الأعضاء أما إذا تخلف أحدهم فلا تنعقد المحكمة لانعدام النصاب وإذا ما انعقدت فإنعقادها غير صحيح. تعد المحكمة الاتحادية محكمة دستورية وكذلك هيئة تميزية بالنسبة لأحكام محكمة القضاء الإداري، عضوية العمل في المحكمة الاتحادية هي مدى الحياة.

تم إلغاء المادة رقم (3) من قانون المحكمة الاتحادية العليا رقم (30) لسنة 2005، بموجب قرار المحكمة الاتحادية العليا رقم 38/اتحادية/2019 الصادر في 12 مايو/آيار، 2019. الذي ورد فيه:

### المحكمة الاتحادية العليا في دستور 2005
أكد دستور 2005 على استقلالية القضاء وضمان مبدأ المشروعية وإنشاء المحكمة الاتحادية العُليا. ونصت المادة 92/ثانياً من الدستور على: 
ولم يحدد دستور 2005 عدد أعضاء المحكمة وأنما ترك ذلك لقانون يسنه البرلمان بموافقة ثلثي أعضاءه، فالمحكمة تتكون من القضاة وخبراء الفقه الإسلامي وفقهاء القانون. وهناك من يرى أن أعضاء الفقه الإسلامي أن دورهم استشاري وبيان رأي فقط مستندين إلى أن القضاء وحده يقع عليه حق إصدار القرار والفصل في الخصومة لأن القضاء هو الجهة التي تختص بفض المنازعات بمقتضى القانون سواء أكانت هذا المنازعات واقعة بين الأفراد أم بينهم وبين الحكومة وأعطاء الحقوق لأصحابها.

## المهام والاختصاص
1. الرقابة على دستورية القوانين والانظمة النافذة.
2. تفسير نصوص الدستور.
3. الفصل في القضايا التي تنشأ عن تطبيق القوانين الاتحادية، والقرارات والانظمة والتعليمات والاجراءات الصادرة عن السلطة الاتحادية، ويكفل القانون لكل من مجلس الوزراء، وذوي الشأن من الافراد وغيرهم، حق الطعن المباشر لدى المحكمة.
4. الفصل في المنازعات التي تحصل بين الحكومة الاتحادية وحكومات الاقاليم والمحافظات والبلديات والادارات المحلية.
5. الفصل في المنازعات التي تحصل بين حكومات الاقاليم أو المحافظات.
6. الفصل في الاتهامات الموجهة إلى رئيس الجمهورية ورئيس مجلس الوزراء والوزراء.
7. التصديق على النتائج النهائية للانتخابات العامة لعضوية مجلس النواب.
8. الفصل في تنازع الاختصاص بين القضاء الاتحادي والهيئات القضائية للاقاليم ولمحافظات غير المنتظمة في اقليم.
9. الفصل في تنازع الاختصاص فيما بين الهيئات القضائية للاقاليم أو المحافظات غير المنتظمة في اقليم.
10. النظر بالطعن في قرار مجلس النواب الصادر، وذلك خلال 30 يوم من تاريخ صدوره.

## الهيكل التنظيمي للمحكمة
1. مكتب رئيس المحكمة الاتحادية العليا
2. مكتب المدير العام.
3. سكرتارية مكتب رئيس المحكمة الاتحادية العليا.
4. سكرتارية المدير العام.
5. قسم الدعاوى.
6. قسم الشؤون القانونية.
7. قسم الشؤون الادارية.
8. قسم الشؤون المالية.
9. قسم العلاقات العامة والمراسم.
10. قسم البريد المركزي والنقل.
11. قسم تكنولوجيا المعلومات.
12. قسم الاعلام.
13. قسم الحراسات.

## الأعضاء
تتكون المحكمة من رئيس ونائب للرئيس وسبعة أعضاء اصليين وثلاثة أعضاء احتياط غير متفرغين جميعم من قضاة الصف الأول المستمرين بالخدمة ممن لا تقل خدمتهم الفعلية في القضاء عن 15 سنة، وهم:
1. جاسم محمد عبود حمادي (الرئيس)
2. سمير عباس محمد (نائب الرئيس)
3. غالب عامر شنين
4. حيدر جابر عبد
5. حيدر علي نوري
6. خلف احمد رجب
7. أيوب عباس صالح آل ورقة
8. عبد الرحمن سليمان علي زيباري (ممثل الحزب الديمقراطي الكوردستاني)
9. ديار محمد عـلي محمـد (ممثل الاتحاد الوطني الكوردستاني)
10. خالـد طــه احـمـد (عضو احتياط)
11. عادل عبدالرزاق عباس (عضو احتياط)
12. منذر ابراهيم حسين (عضو احتياط)